# Alberto Mendoza Hoyos
Alberto Mendoza Hoyos (Manizales, 1916-Ibídem, 26 de abril de 1994) fue un abogado y político colombiano, que se desempeñó como Gobernador de Caldas y Ministro de Gobierno de Colombia.

## Biografía
Nacido en Manizales, capital del Departamento de Caldas, en el seno de una familia tradicional, era hijo de Rafael Mendoza de Greiff y de Camila Hoyos Villegas. Realizó sus estudios secundarios en París (Francia) y los concluyó en Manizales, para posteriormente estudiar Derecho en la Universidad Nacional de Colombia, de dónde se graduó en 1939.
Miembro del Partido Liberal, se desempeñó como Concejal y presidente del Concejo de Manizales, miembro de la Asamblea Departamental de Caldas y Secretario de Gobierno de Caldas (1944-1946) bajo los gobernadores Ramón Londoño Peláez y Jaime Restrepo Mejía. En las elecciones legislativas de 1962 fue elegido como Senador de la República por Caldas y en 1963 fue designado Gobernador de Caldas por el presidente Guillermo León Valencia.
Ostentó tal posición hasta 1964, cuando fue nombrado Ministro de Gobierno por el presidente Valencia, en el marco del Frente Nacional. Estando en este cargo tuvo que enfrentar el recrudecimiento de la violencia en el marco del conflicto armado interno, con una estrategia de pacificación que empezó a dar resultados con la baja de bandoleros como Efraín González, alias "Sangre negra".
Más adelante se desempeñó como Alcalde de Manizales entre 1975 y 1977, durante la administración del gobernador Otto Morales Benítez. También fue miembro de la Dirección Departamental y Nacional del Partido Liberal, Embajador de Colombia ante la Organización de las Naciones Unidas para la Alimentación y la Agricultura (FAO), profesor de la Universidad de Caldas y el primer presidente de Sofasa, la filial colombiana de la multinacional francesa Renault.
Casado con Fanny Gómez Hoyos, unión de la cual nacieron dos hijos. Falleció en su ciudad natal en abril de 1994, víctima de cáncer en la columna vertebral.
En su honor existe una avenida con su nombre en la ciudad de Manizales.